# Poecilarctia
Poecilarctia é um género de traça pertencente à família Arctiidae.